# La Aldehuela
La Aldehuela es un municipio de España perteneciente a la provincia de Ávila, en la comunidad autónoma de Castilla y León. El término municipal, que forma parte de la comarca de El Barco de Ávila-Piedrahíta y del partido judicial de Piedrahíta, está situado en la vertiente norte de la sierra de Villafranca y tiene una población de 143 habitantes (INE 2024). 

## Símbolos
El escudo heráldico y la bandera que representan al municipio fueron aprobados oficialmente el 7 de abril de 1999. El escudo se blasona de la siguiente manera:

Cortado 1.º En plata sobre ondas de plata y azur, dos molinos aclarados de gules. Terrasados de sinople. 2.º Jaquelado de ocho puntos de azur equipolados a siete de plata que son armas de los Álvarez de Toledo. El escudo de La Aldehuela debe timbrarse con Corona Real de España que es un círculo engastado de piedras preciosas, compuesto de ocho flores de hojas de acanto, interpoladas de perlas que convergen en un mundo de azur con el semimeridiano y el ecuador de oro sumado de una cruz de oro y la Corona forrada de gules.
Boletín Oficial de Castilla y León nº 77 de 27 de abril de 1999

La descripción textual de la bandera es la siguiente:

De sujeción vertical, cuadrada de proporción 1:1 Paño blanco danchado de azul, colores de la Casa de Alba y en su centro un molino terrasado de verde sobre ondas de azur.
Boletín Oficial de Castilla y León nº 77 de 27 de abril de 1999

## Medio físico

### Ubicación
Integrado en la comarca de El Barco de Ávila-Piedrahíta, se sitúa a 74 km de la capital provincial. El término municipal está atravesado por la carretera N-110 entre los pK 322 y 326, además de por una carretera local que comunica con La Horcajada. 
La Aldehuela se extiende encajada en un fértil y estrecho valle surcado por el arroyo Caballeruelo de noreste a suroeste. El valle queda delimitado por la sierra de Villafranca al sureste y los picos cercanos a La Horcajada al norte. El pico más elevado es Risco de la Umbrela (1562 m), en el límite con Santiago del Collado. La altitud oscila entre los 1562 m (Risco de la Umbrela) y los 1055 m a orillas del arroyo Caballeruelo.  El pueblo se alza a 1071 m sobre el nivel del mar.
| Noroeste: La Horcajada               | Norte: Hoyorredondo | Noreste: Santiago del Collado              |
| Oeste: Santa María de los Caballeros |                     | Este: Santiago del Collado                 |
| Suroeste: Aldeanueva de Santa Cruz   | Sur: Avellaneda     | Sureste: Santiago del Collado y Avellaneda |

El arroyo Caballeruelos es muy irregular y casi se seca cada verano. Nace en cercana la sierra de La Lastra y en la sierra de Piedrahíta. Son sus afluentes diversos arroyos y fuentes (Rebollar, Bullicio o Gargantilla). El Caballeruelo desemboca finalmente el Tormes en el término municipal de Vallehondo tras pasar por Santa María de los Caballeros y San Lorenzo de Tormes.

### Coordenadas de los distintos núcleos de población

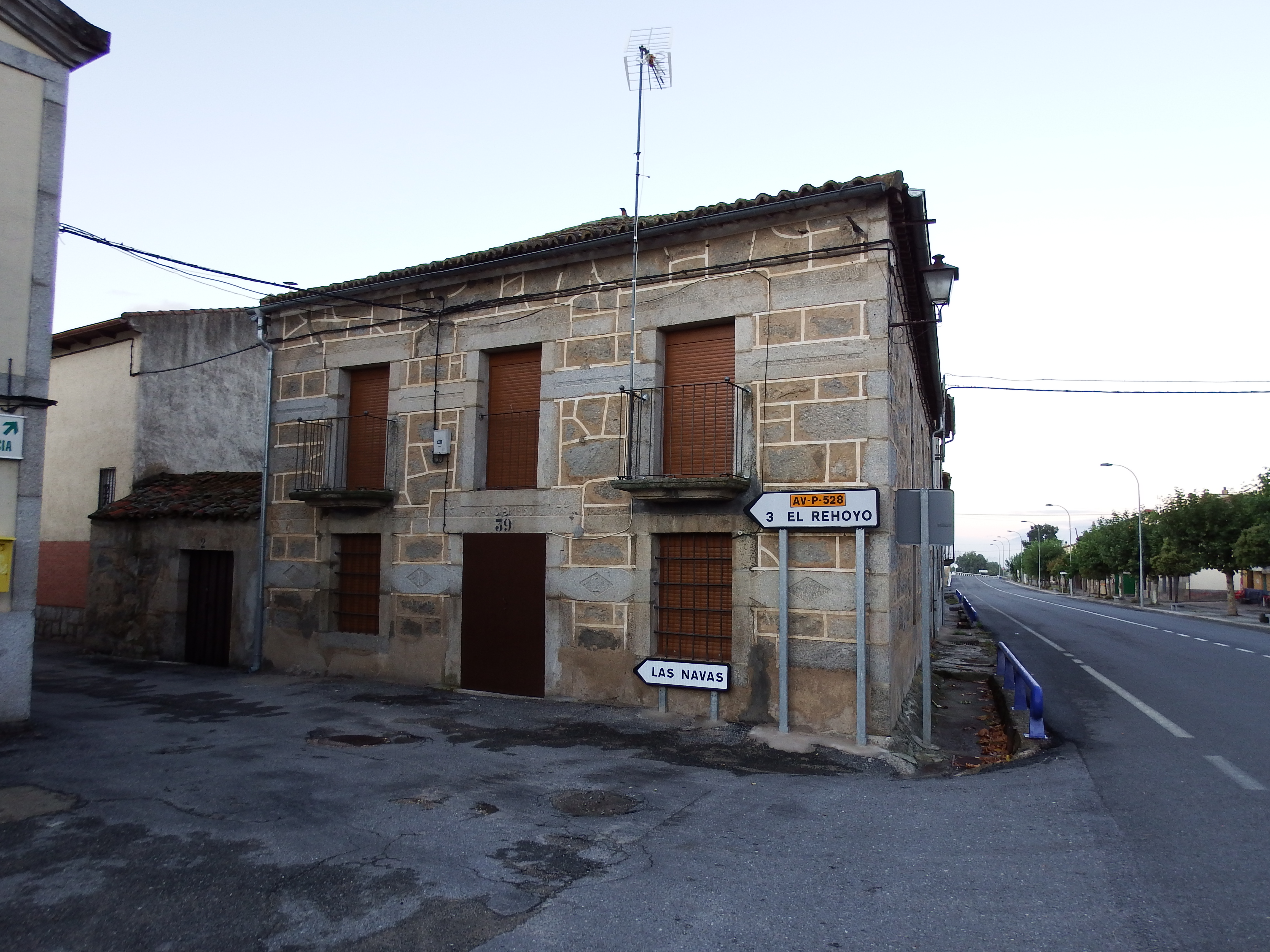
Indicaciones a El Rehoyo y Las Navas en el núcleo de La Aldehuela

- El Rehoyo: latitud 5° 23' 20" oeste / longitud 40º 25' 33" norte.
- Las Navas: latitud 5° 24' 5" oeste / longitud 40° 24' 14" norte.
- La Aldehuela (núcleo principal): latitud 5° 24' 33" oeste / longitud 40° 24' 37" norte.

### Geología
Las formaciones de la zona son eminentemente pizarras paleozoicas con pequeñas representaciones del período terciario y cuaternario. Las rocas graníticas que se encuentran en el valle son adamellíticas de dos micas de grano medio o grueso, a veces porfídico.

### Clima
Clima continental húmedo, frío en invierno y fresco en verano especialmente en las horas nocturnas. La abundancia de precipitaciones en el valle se debe al choque producido en la zona entre las corrientes procedentes las vertientes que lo delimitan en el norte y en el sur.

### Medio ambiente
La fauna común se compone de animales domesticados que viven en las granjas de los lugareños (caballos, vacas, ovejas, gallinas y cerdos), así como de animales salvajes como jabalíes, zorros, murciélagos y jinetas. Las aves más comunes son gorriones, jilgueros, milanos, cigüeñas, águilas, aguanieves. En cuanto a los anfibios son comunes ranas, salamandras, sapos y culebras, lagartos y lagartijas de distinto tipo. Por último destacar que existe una gran variedad de insectos e invertebrados.
La flora de La Aldehuela es rica y variada ya sea en las pedanías situadas en las laderas del valle o en el llano. Los árboles más comunes son nogales, sauces, robles, fresnos, encinas o castaños. Los arbustos y hierbas más comunes son escobas, romero, espinos magaleños, agatunas, guardalobo, orégano y ortigas meñas. Como cultivos comunes destacan árboles frutales, cereales y hortalizas.
El municipio forma parte de la zona de producción agrícola de las judías con la denominación de origen Judías de El Barco de Ávila.

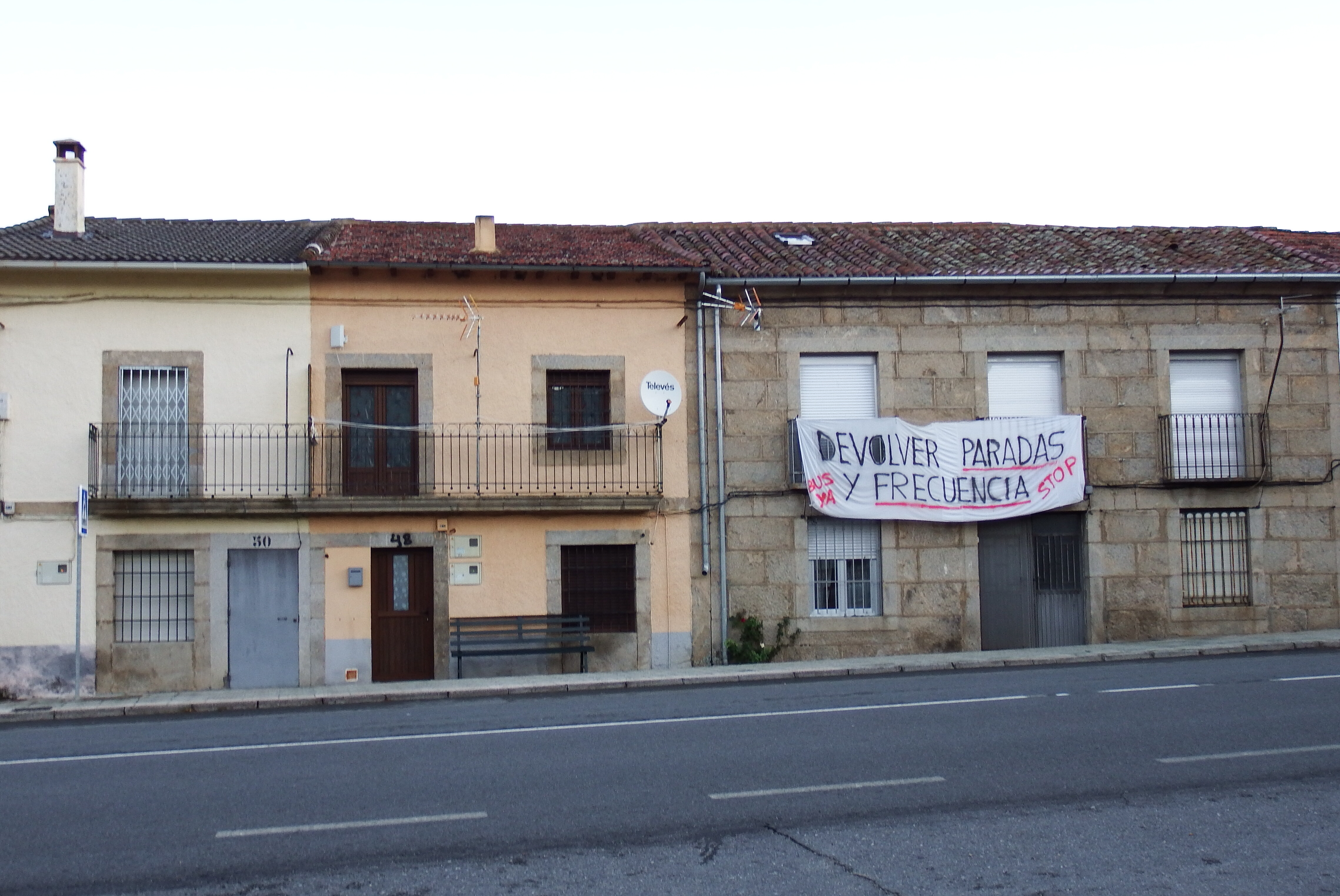
Pancarta contra la reducción de servicios de autobuses. 2021.

### Comunicaciones
La Aldehuela es parada de dos líneas diarias de autocar con destino a Madrid, ya sea en la ruta que une la capital con Béjar o la que la une con Plasencia, ambas gestionadas por la compañía CEVESA. De lunes a sábados laborables salen tres autobuses desde La Aldehuela y retornan cuatro desde Madrid. El municipio también dispone de un servicio de autobuses bajo demanda gestionado por la misma empresa que une todas sus pedanías con El Barco de Ávila.
La Aldehuela posee cobertura regular de telefonía móvil en prácticamente todo su término municipal. Entre 2007 y 2008 se prevé que la pedanía de El Rehoyo reciba servicio de conexión a Internet de banda ancha vía satélite, gracias a un proyecto del Ministerio de Industria, Turismo y Fomento .

## Historia
El municipio fue integrado en el Señorío de Valdecorneja el 27 de febrero de 1444 con el nombre de Aldehuela de Sancho Benito, formando parte de los lugares de los llanos, con cabeza en Piedrahíta, dentro del concejo de Santiago. A finales del siglo XV, con el aumento de la población, La Aldehuela adquiere cierta autonomía dentro del Señorío, lo que se recoge en las ordenanzas de 1497, que asuntos como los oficios concejiles y ciertas capacidades judiciales, si bien estas ordenanzas hubieron de ser aprobadas previamente por el señor y el concejo de Piedrahíta.
En La Aldehuela nació, en 1527, (H/)Fernando Álvarez de Toledo –que sería Gran Prior de Castilla (Orden de Malta)–, hijo natural de Fernando Álvarez de Toledo, III duque de Alba, y de una molinera del lugar. A este hecho se referiría posteriormente Lope de Vega en su comedia La Aldehuela (v. bibliografía).
A mediados del siglo XIX, el lugar tenía contabilizada una población de 475 habitantes. Aparece descrito en el primer volumen del Diccionario geográfico-estadístico-histórico de España y sus posesiones de Ultramar de Pascual Madoz de la siguiente manera:

ALDEHUELA (la): l. con ayunt. de la prov., adm. de. rent. y dióc. de Avila (12 leg.), part. jud. de Barco de Avila (2), aud. terr. y c. g. de Madrid (28): sit. entre dos elevadas sierras que los resguardan de los vientos por N. y S., y que formando cord. se prolongan, la 1.ª hasta el puerto de Santiago del Collado, y la 2.ª hasta la elevadísima montaña y áspera sierra de Gredos; tiene 5 anejos en las pendientes de dichas sierras, llamados los de su izq., el Hito, las Solanillas y la Solana del Carrascal, y los de su der., las Navas y el Rehoyo, que entre todos reúnen 125 casas; pósito, un pequeño hospital, ó casa de beneficencia, erigida en el siglo XVI por Toribio Fernandez del Hito, dotándolo con diferentes propiedades que se enagenaron á principios del siglo actual, cuya casa se halla hoy destinada á escuela de niños; igl. parr. dedicada á Ntra. Sra. de la Asuncion, una ermita moderna (Ntra. Sra. del Soto), lo mejor del partido, á 1/8 leg., en direccion á Piedrahita; á su N. un ant. pórtico donde se representan funciones dramáticas el dia de la fiesta (8 de setiembre), y en la parte del valle un circo de pared doble para corrida de novillos, á las que concurren los hab. de Piedrahita y el Barco, que desde tiempo inmemorial se colocan los del primer pueblo en el cerro de la der., y los del 2.º en el de la izq., en cuyo punto se conserva en un pequeño nicho de piedra con rejas, una imágen de la Virgen: el dia de la fiesta se celebraba anteriormente un mercado considerable, que hoy está reducido á dulces y frutas. Inmediatos á la ermita mencionada existen 3 cas. Confina el térm. y el de los anejos, por N. con el de los Encinares, E. con el de Santiago del Collado, S. con el de Caballeros, y O. con el de Cozar; en las pendientes de las montañas hay 4 montes de encina alta y baja que se denominan los Lindones, la Campanilla, Cabeza-llana, y Laderilla; y en la parte O. de la ribera bastantes sauces y fresnos ant.; las tierras del llano se benetician con las aguas de la garganta del Poyal, que tiene su nacimiento en la sierra y puerto de Santiago del Collado, de cuyo punto se toma el agua por medio de una presa dicha de los Vegones, que fertiliza la parte de vega y tiene un ponton de tabla llamado del Soto; del S. de la sierra de las Navas se desprende otra que toma su nombre, con otro ponton de igual construccion, é incorporándose sus aguas á las del Poyal, en la ribera de la Aldehuela, forman con el pequeño r. de la Abellaneda el r. Caballeruelos, llamado asi por pasar inmediato al pueblo del mismo nombre: los caminos son de pueblo á pueblo, y la carretera que conduce de Avila á Plasencia. Ind.: la agricultura y ganaderia, y 2 molinos barineros, á los que concurren los vec. de los cas. Prod.: centeno, algun trigo y lino, patatas y judias; siendo la principal riqueza la cria de ganado lanar, yeguar y vacuno. Pobl.: 121 vec., 475 alm.: cap. prod.: terr. y pecuario: 603,500 rs. imp.: 24,140: prod., representativo de la riqueza ind. y fabril 3,850: contr. por el primer concepto 7,872; por el último, 154: prod. de los puestos públicos 2,001 rs. vn.
(Madoz, 1845, pp. 512-513)

## Demografía
La Aldehuela cuenta con una población de 143 habitantes (INE 2024).
| Gráfica de evolución demográfica de La Aldehuela entre 1842 y 2021 |
| |
| Población de derecho según los censos de población del INE. Población de hecho según los censos de población del INE.En estos censos se denominaba Aldehuela: 1842, 1857 y 1860. |

Posee tres núcleos de población habitados: Los Molinos, Las Navas y El Rehoyo. Además cuenta con tres despoblados: Solanas del Carrascal, Las Solanillas y El Hito.

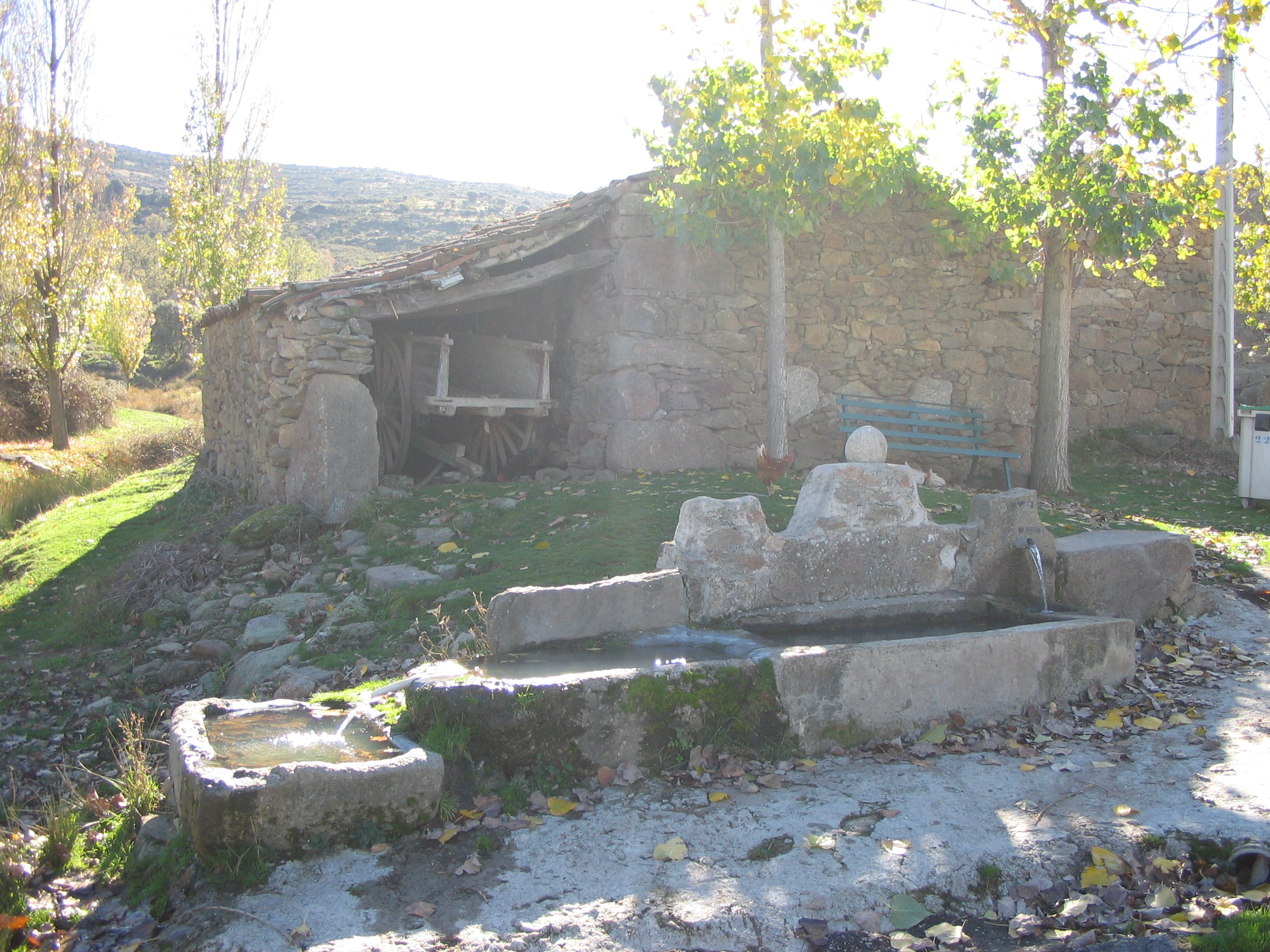
Vista del abrevadero de Las Navas, en el municipio de La Aldehuela.

## Economía
Se trata de una localidad eminentemente agraria y ganadera, en la que sólo se localizan alguna pequeña industria como carpinterías, cerrajerías, así como una cooperativa textil [cerrada en 2005]. Según estimaciones de 1992, el 68,13% de la población activa estaba empleada en el sector primario.

## Administración y política
Su alcalde es José Hernández Lázaro, perteneciente al Partido Popular. La corporación está formada en exclusiva por cinco concejales dicho partido.

### Últimas elecciones municipales
- 1999: Partido Popular 7 concejales, 88,75% (142).
- 2003: Partido Popular 6 concejales, 82,76% (144 votos). Partido Socialista Obrero Español 1 concejal, 16,67% (29 votos).
- 2007: Partido Popular 6 concejales, 82,64% (144 votos). Partido Socialista Obrero Español sin concejales, 15,97% (23 votos).
- 2011: Partido Popular 5 concejales, 83,45% (116 votos). Partido Socialista Obrero Español sin concejales, 14,39% (20 votos).

## Monumentos y lugares de interés

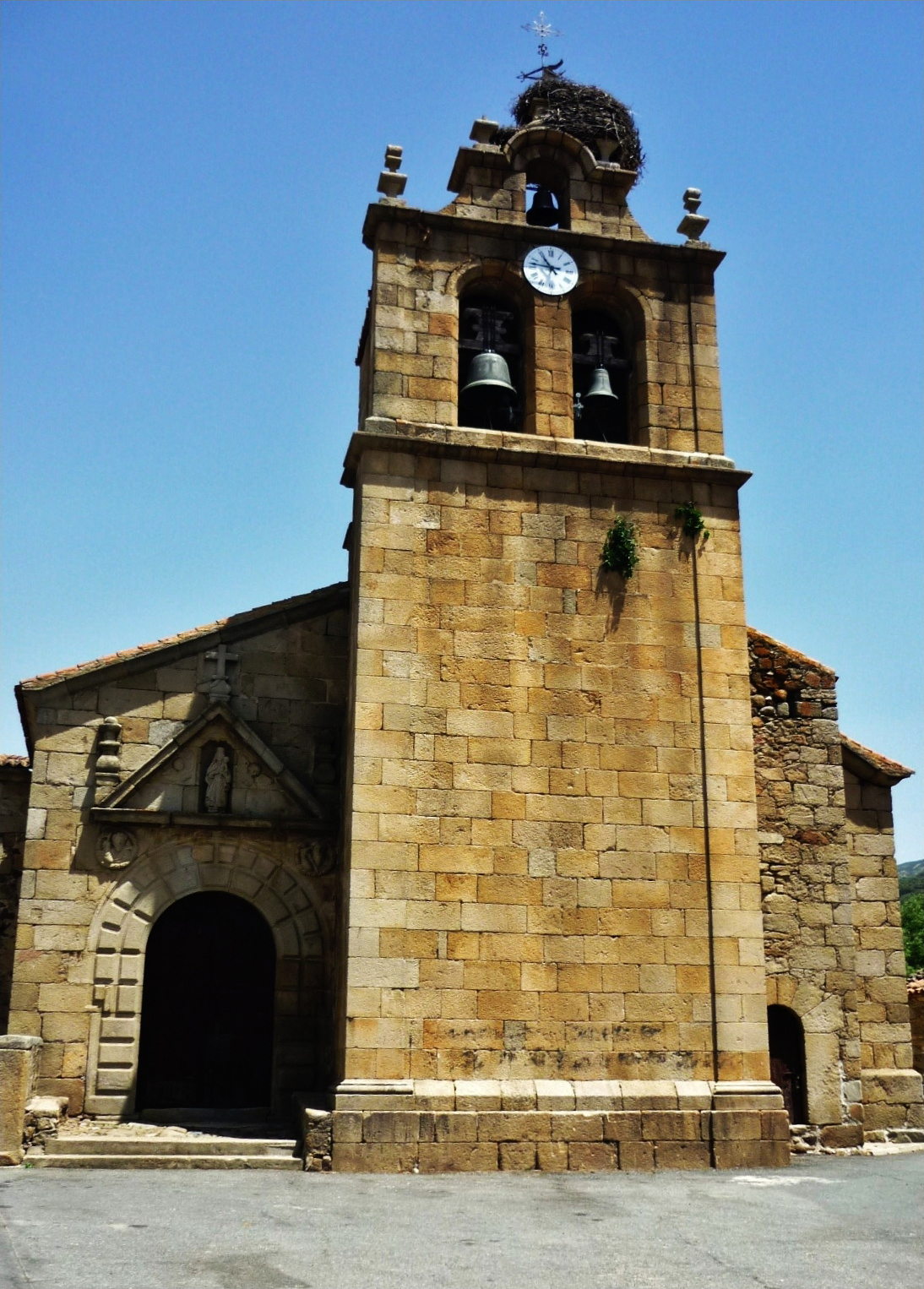
Iglesia de Nuestra Señora de la Asunción

- Iglesia.
- Ermita de Nuestra Señora del Soto

## Fiestas
- Nuestra Señora del Soto (8 de septiembre): se conmemora a la patrona del pueblo. Los fieles llegan hasta la ermita a caballo, generalmente vestidos con el traje típico. En la mesa se subastan banzos y después se realiza la procesión que da una vuelta a la ermita.
- Fiesta del verano (julio).
- Fiesta de los niños (domingo de agosto).
- Romería para limpiar las fuentes (primer jueves de agosto), obligada históricamente por el corregidor del Duque de Alba con el objeto de que el pueblo no perdiese el derecho al agua ordenado por el duque.

## Servicios
- Forma parte de la Mancomunidad de Servicios de Barco-Piedrahíta.
- Consultorio médico y de enfermería de lunes a viernes.
- Extensión del Colegio Rural Agrupado El Calvitero.
- Estanco.
- En 1998 se autorizó la apertura de una Farmacia en el municipio.
- Secretario municipal los lunes, miércoles de 11 a 15 h y viernes de 9 a 13 h.
- Diversas casas rurales en Las Navas y El Rehoyo.
- La entidad bancaria más cercana se encuentra a 6 km de distancia en el municipio de La Horcajada.
- El municipio se encuentra a media hora por carretera de la estación de esquí de La Covatilla.